# Истарски демократски сабор
Истарски демократски сабор (пуни назив: Istarski demokratski sabor - Dieta democratica istriana - Istrski demokratski zbor; или скраћено IDS-DDI) је хрватска парламентрана партија. ИДС је регионална либерална странка левога центра која заступа начела поштовања људских права и слобода, регионализма и историјских особености Истре, приватнога власништва и антифашизма.
Члан је Партије европских либерала и демократа. ИДС је утемељен 1990. године, а први предсједник и оснивач странке био је Иван Паулета. Садашњи предсједник странке је истарски жупан Иван Јаковчић. Основна програмска декларација ИДС-а залаже се за демократизацију Хрватске, аутономију Истре и стварање трансграничне еурорегије Истре.

## Избори
ИДС од 1993. године судјелује на локалним изборима за Жупанијску скупштину Истарске жупаније и од тада је непрестано на власти у Истарској жупанији. Те је године осовјио 74,2% гласова, односно 35 од укупно 40 вијећничких мандата у Жупанијској скупштини. На локалним изборима 1997. освојио је 46,4% гласова и 26 мјеста у Жупанијској скупштини, а на изборима 2001. 51,8% гласова и 28 мандата. Године 2005. добио је 40,7% гласова и 20 вијећника те по први пута није имао већину, но остао је на власти коалиравши са Социјалдемократском партијом Хрватске. На локалне изборе одржане 2009. изашао је у коалицији са Хрватском народном странком. Коалиција је освојила 44,7% гласова, што је ИДС-у доњело 20 вијећнићких мјеста у Жупанијској скупштини. Исте године, Иван Јаковчић осваја трећи узастопни мандат жупана, но овога пута као непосредно изабрани жупан. У другоме кругу добио је 59,62% гласова.

### Парламентарни избори
На парламентарним изборима ИДС судјелује од 1991. године. Тада је у коалицији с Далматинском акцијом и Ријечким демократским савезом освојио 3,1% гласова, односно 4 мандата у Сабору од којих је један припао ИДС-у.
Године 1995. одржани су парламентарни избори за трећи сазив Хрватског сабора. На изборе је изашао као дио коалиције ХСС—ИДС—ХНС—ХКДУ. Коалициона листа добила је укупно 14,17% гласова (у Истри 60,6%). ИДС-у су припала два мјеста у Сабору.
На четвртим парламентарним изборима 2000. године коалиција ИДС—ХНС—ХСС—ЛС—АСХ освојила је 15,6% (у Истри 51,3%) гласова бирача те је са коалицијом СДП—ХСЛС формирала коалициону владу шест странака са Ивицом Рачаном као премијером. Иван Јаковчић је постао министар еуроинтеграција. Ипак, након коалиционих неслагања, ИДС 2001. године излази из владе, али и даље ју је наставио подржавати у Сабору.
Након парламентарних избора 2003. године власт је освјио ХДЗ. ИДС и СДП су коалирали у VIII. изборној јединици и добили 51,3% гласова што је ИДС-у омогућило да задржи четири саборска заступника, колико их је имао и у претходном сазиву Сабора.
На парламентарне изборе 2007. године ИДС је први пут изашао самостално — освојио је 16,18% гласова, односно три саборска заступника.

### Предсједнички избори
На предсједничким изборима 2009. године ИДС први пута излази са властитим кандидатом — Дамиром Кајином. Он је у првоме кругу добио 3,87% гласова, а у Истарској жупанији је постигао највећи број гласова. У другоме кругу ИДС је дао подршку Иви Јосиповићу, кандидату СДП-а.